# Brady Leman
Brady Leman (Calgary, 16 ottobre 1986) è un ex sciatore freestyle e sciatore alpino canadese, campione olimpico nello ski cross a Pyeongchang 2018.

## Biografia

### Stagioni 2002-2009
Attivo inizialmente nello sci alpino, Leman ha iniziato a disputare gare FIS nel dicembre del 2001 e ha esordito in Nor-Am Cup il 14 dicembre 2002 a Lake Louise in discesa libera (61º). Nel circuito continentale nordamericano ha conquistato come migliori piazzamenti tre quarti posti, due in supercombinata e uno in supergigante, e si è inoltre aggiudicato la medaglia d'argento nella supercombinata ai Campionati canadesi 2008. Ha continuato a gareggiare nello sci alpino fino alla fine del 2008, senza debuttare in Coppa del Mondo né prendere parte a rassegne olimpiche o iridate.
Dal gennaio del 2009 si è dedicato prevalentemente al freestyle (anche se aveva già preso parte a una gara dell'Australia New Zealand Cup nell'agosto precedente), specialità ski cross, debuttando in Coppa del Mondo il 5 gennaio a Sankt Johann in Tirol (11º) e ai Campionati mondiali nella rassegna iridata di Inawashiro (14º).

### Stagioni 2011-2023
Il 17 dicembre 2011 ha conquistato a San Candido la prima vittoria, nonché primo podio, in Coppa del Mondo e l'11 febbraio 2012 ha colto a Canyons il primo podio in Nor-Am Cup (2º); nella stagione successiva ai Mondiali di Oslo/Voss 2013 si è classificato 15º, mentre ai XXII Giochi olimpici invernali di Soči 2014, suo esordio olimpico, si è piazzato al 4º posto. Sempre nel 2014 ha colto la prima vittoria in Nor-Am Cup, l'8 aprile a Sunshine, e ha preso ancora il via in due gare di sci alpino, le discese libere di Nor-Am Cup disputate a Lake Louise il 10 e l'11 dicembre; nella seconda, l'ultima prova della sua carriera nella disciplina, è stato 31º.
Ai Mondiali di Kreischberg 2015 e di Sierra Nevada 2017 si è classificato rispettivamente al 5º e al 7º posto; ai XXIII Giochi olimpici invernali di Pyeongchang 2018 ha vinto la medaglia d'oro nello ski cross. L'anno dopo ai Mondiali di Park City 2019 ha conquistato la medaglia d'argento, mentre a quelli di Idre Fjäll/Astana/Aspen 2021 è stato 20º; ai XXIV Giochi olimpici invernali di Pechino 2022, sua ultima presenza olimpica, si è classificato al 6º posto e ai Mondiali di Bakuriani 2023, suo congedo iridato, al 7º. Si è ritirato al termine di quella stessa stagione 2022-2023 e la sua ultima gara in carriera è stata la prova di Coppa del Mondo disputata a Craigleith il 18 marzo, vinta da Leman.

## Palmarès

### Sci alpino

#### Nor-Am Cup
- Miglior piazzamento in classifica generale: 17º nel 2007

#### Campionati canadesi
- 1 medaglia:
  - 1 argento (supercombinata nel 2008)

### Freestyle

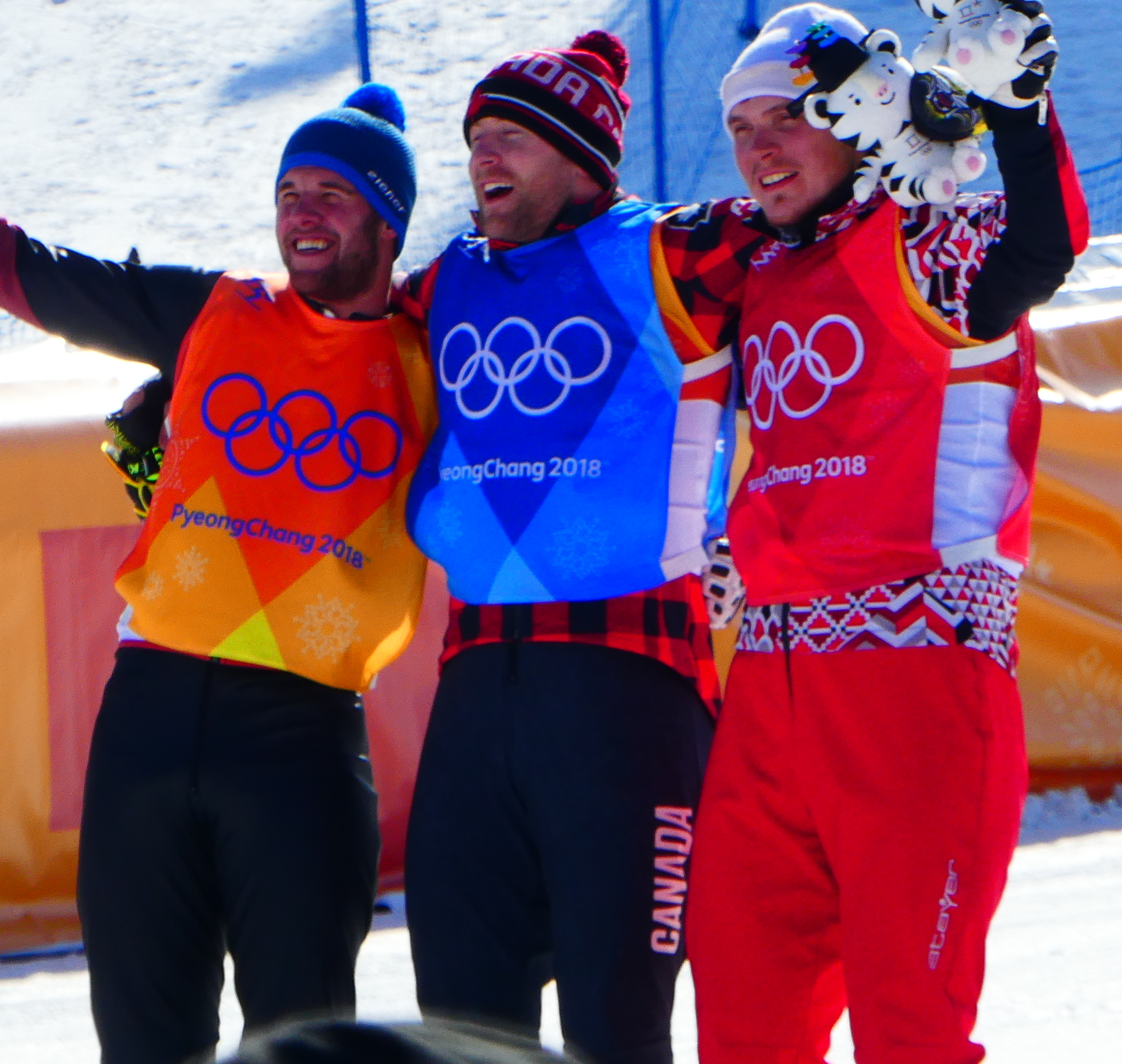
Il podio della gara di ski cross ai XXIII Giochi olimpici invernali di, con Brady (oro, al centro), Marc Bischofberger (argento, a sinistra) e Sergej Ridzik (bronzo, a destra)

#### Olimpiadi
- 1 medaglia:
  - 1 oro (ski cross a Pyeongchang 2018)

#### Mondiali
- 1 medaglia:
  - 1 argento (ski cross a Park City 2019)

#### Coppa del Mondo
- Miglior piazzamento in classifica generale: 6º nel 2017
- Miglior piazzamento nella Coppa del Mondo di ski cross: 2º nel 2012 e nel 2017
- 32 podi:
  - 6 vittorie
  - 14 secondi posti
  - 12 terzi posti

##### Coppa del Mondo - vittorie
| Data             | Località      | Paese  | Specialità |
| ---------------- | ------------- | ------ | ---------- |
| 17 dicembre 2011 | San Candido   | Italia | SX         |
| 3 febbraio 2012  | Blue Mountain | Canada | SX         |
| 12 febbraio 2017 | Idre Fjäll    | Svezia | SX         |
| 5 marzo 2017     | Blue Mountain | Canada | SX         |
| 26 gennaio 2019  | Blue Mountain | Canada | SX         |
| 18 marzo 2023    | Craigleith    | Canada | SX         |

Legenda:

SX = ski cross

#### Nor-Am Cup
- Miglior piazzamento nella classifica di ski cross: 15º nel 2014
- 7 podi:
  - 2 vittorie
  - 1 secondo posto
  - 4 terzi posti

##### Nor-Am Cup - vittorie
| Data           | Località | Paese  | Specialità |
| -------------- | -------- | ------ | ---------- |
| 8 aprile 2014  | Sunshine | Canada | SX         |
| 14 aprile 2019 | Sunshine | Canada | SX         |

Legenda:

SX = ski cross

#### Australia New Zealand Cup
- Miglior piazzamento nella classifica di ski cross: 3º nel 2020
- 4 podi:
  - 1 vittoria
  - 1 secondo posto
  - 2 terzi posti

##### Australia New Zealand Cup - vittorie
| Data             | Località     | Paese     | Specialità |
| ---------------- | ------------ | --------- | ---------- |
| 8 settembre 2019 | Mount Hotham | Australia | SX         |

Legenda:

SX = ski cross

#### Campionati canadesi
- 2 medaglie:
  - 2 argenti (ski cross nel 2013; ski cross nel 2015)